# 梅ちゃん先生
『梅ちゃん先生』（うめちゃんせんせい）は、2012年度前期放送のNHK「連続テレビ小説」第86作で、2012年4月2日から9月29日まで放送されたテレビドラマ。
本稿では本編終了後に続編スペシャルドラマとして制作された『梅ちゃん先生〜結婚できない男と女スペシャル〜』（うめちゃんせんせい けっこんできないおとことおんなスペシャル）についても触れる。

## 概要
2011年6月29日、NHKの記者発表で概要が明らかになった。尾崎将也の書き下ろしによるオリジナルストーリーで、同年3月11日に発生した東北地方太平洋沖地震（東日本大震災）の復興支援プロジェクトの一環として位置づけられた。11月14日、同震災で市役所が全壊するなど、津波より地震や液状化による被害の方が大きかった茨城県高萩市にてクランクインした。
第二次世界大戦末期の空襲（京浜空襲）により焦土となった東京都蒲田区（1947年から大田区蒲田）を物語の出発点とし、3人きょうだいの末っ子・下村梅子が、学制改革前の旧制医学専門学校である城南女子医学専門学校に進学、様々な経験を経た後に町医者となり、地域の人たちと支え合いながら戦後占領期から高度経済成長期を生きていくという物語である。なお、ヒロインのモデルは実在しないものの、ヒロインと同年代に入学した蒲田医師会の女医たちの当時の実体験が台本づくりに反映されている。主演は堀北真希で、オーディションを経ずに起用された。また堀北以外のキャストについても9月13日の記者発表で明らかになった。
本作から、BSプレミアムでの再放送の開始時刻が、18時45分から23時に変更された。また、『NHKとっておきサンデー』での週間ダイジェスト版は23分から20分に変更され、BSプレミアムでも20分版のダイジェストが毎週土曜日18時45分から先行放送された。なお日曜夕方のダイジェスト5分版の変更はなし。
前作『カーネーション』では、映画フィルム調の画質や、撮影カメラによる演出で独特なセピア調の映像が使用されたが、本作では再び通常画質の映像となっている。
ナレーションは、過去の2作（前々作『おひさま』、『カーネーション』）ともそれぞれ、主人公が兼任していたが、本作では2010年度下半期『てっぱん』以来3作ぶりに専任で起用された（9代目・林家正蔵）。
一方、戦時中の軍事関連工場や、終戦当時の東京の街、復員兵が降り立つ品川駅ホームなど、当時の歴史的情景の場面に梅子たちがあたかもその場面にいるかのような映画フィルム画像の特殊効果撮影がしばしば使用されている。これはNHKの連続テレビ小説では初めて取り入れられた映像表現効果である。
2012年8月24日、NHK放送センターのスタジオでクランクアップした。
同年8月11日に本作の続編としてスペシャルドラマ『梅ちゃん先生〜結婚できない男と女スペシャル〜』の制作が決定し、10月13日に（前編）、10月20日に（後編）がNHK BSプレミアムで放送された。
2014年度下半期にNHK BSプレミアムでアンコール放送、2023年5月29日から12月4日までBS12で放送された。

### ロケ地

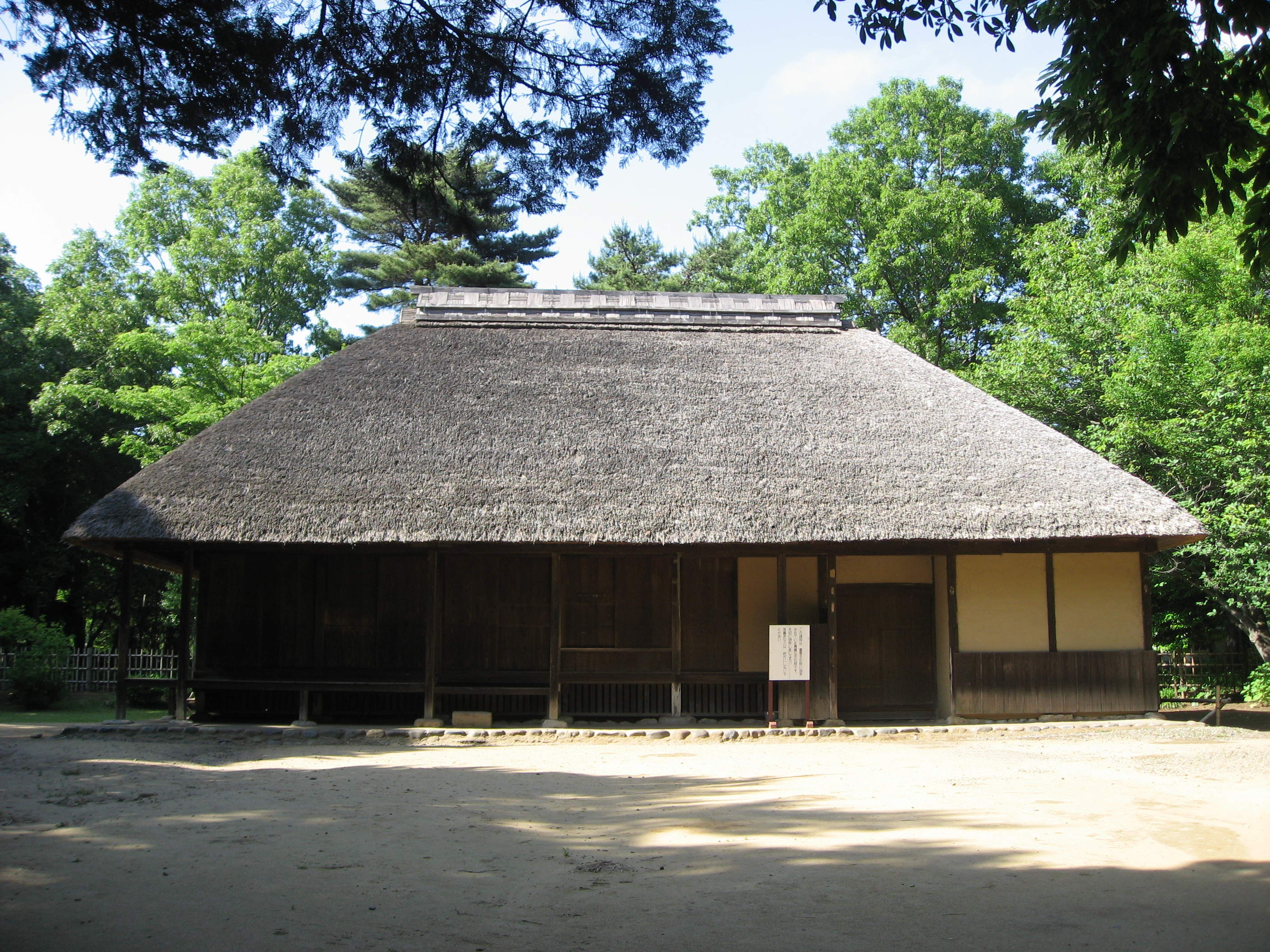
千葉県立房総のむら（智司の帰りを松子が待つシーン、終戦直後に梅子と竹夫が買い出しに行く農村）
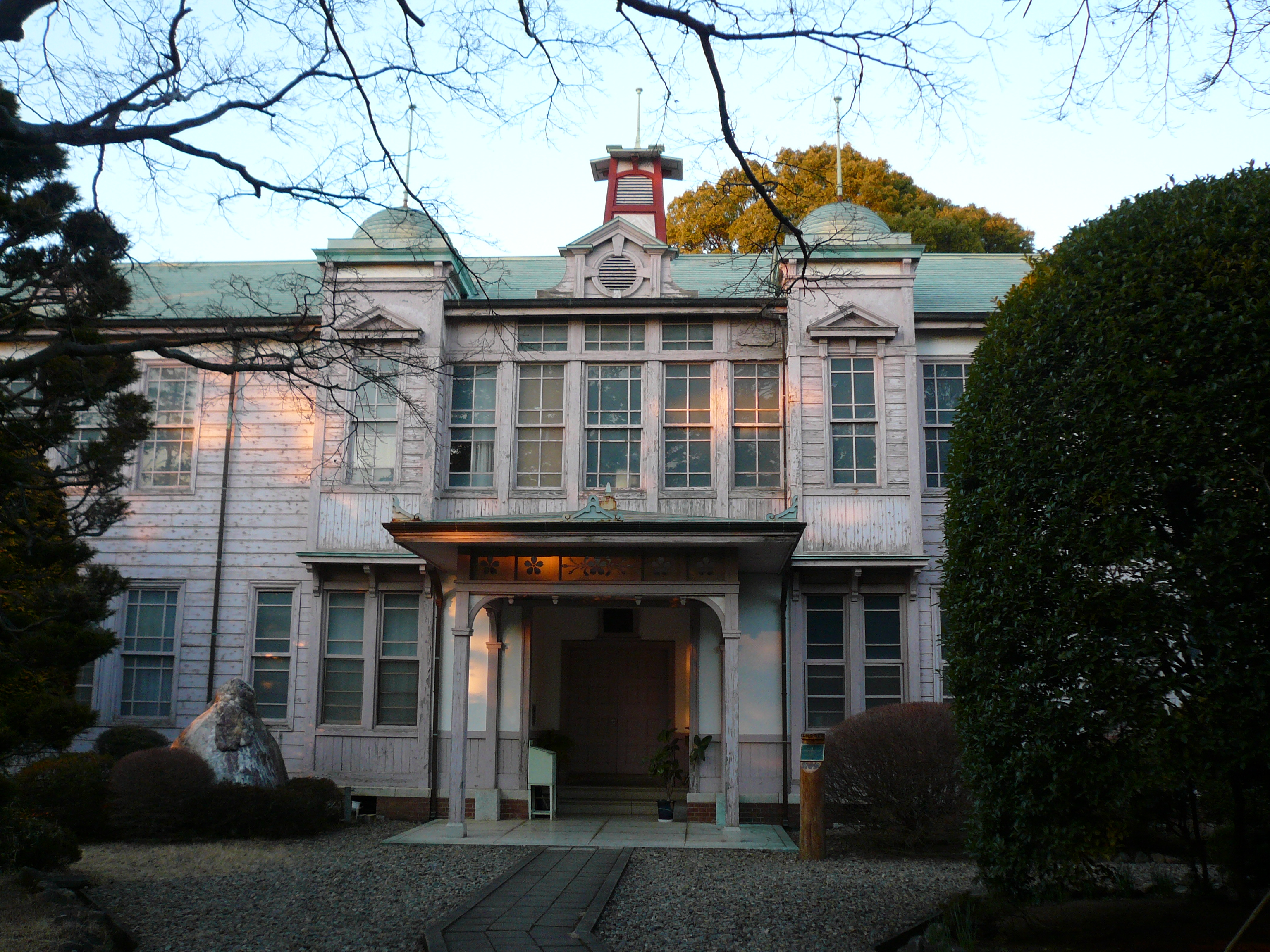
千葉県立佐倉高等学校（梅子が通う城南女子医学専門学校）
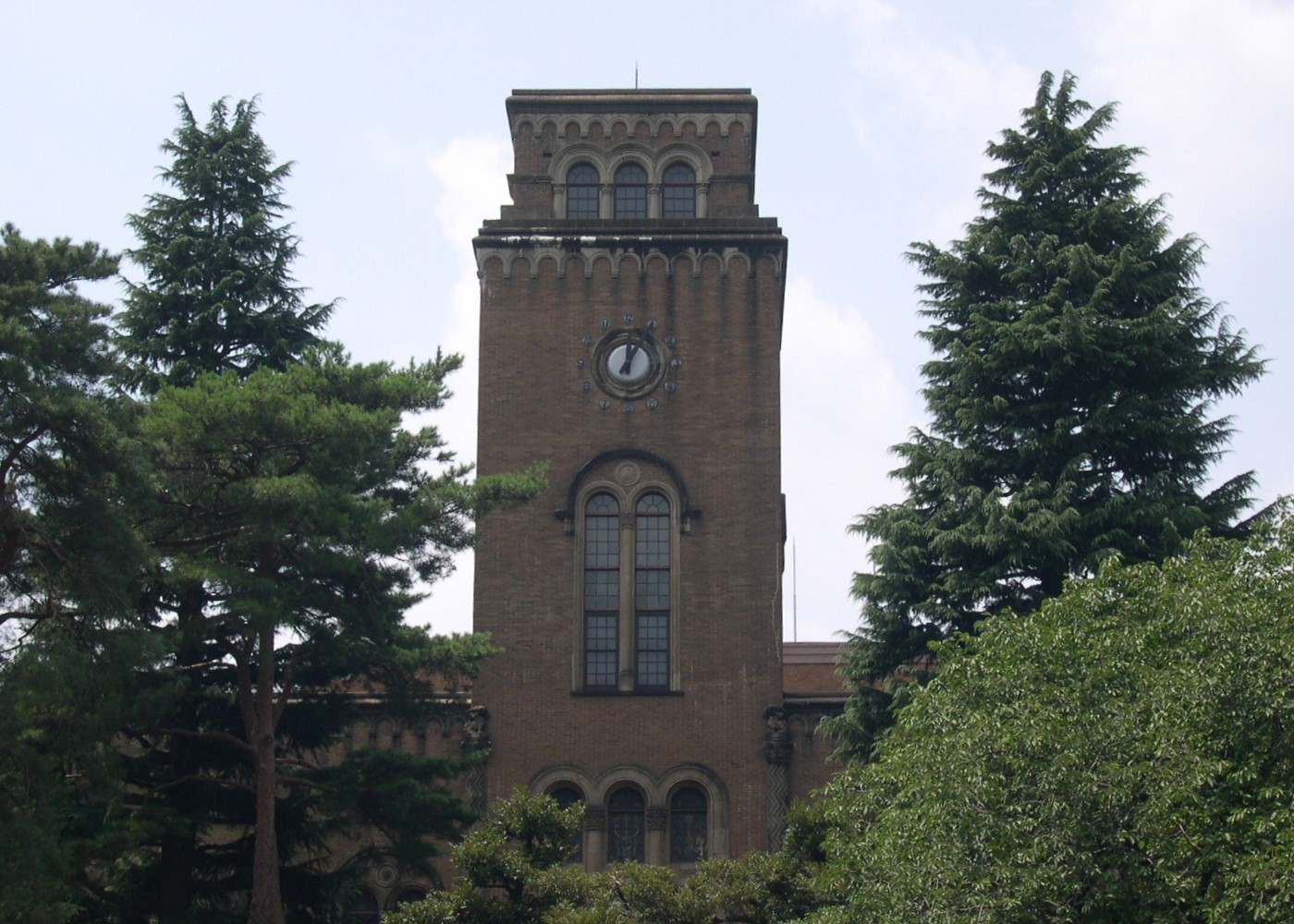
一橋大学（梅子がインターン勤務する帝都大学附属病院）
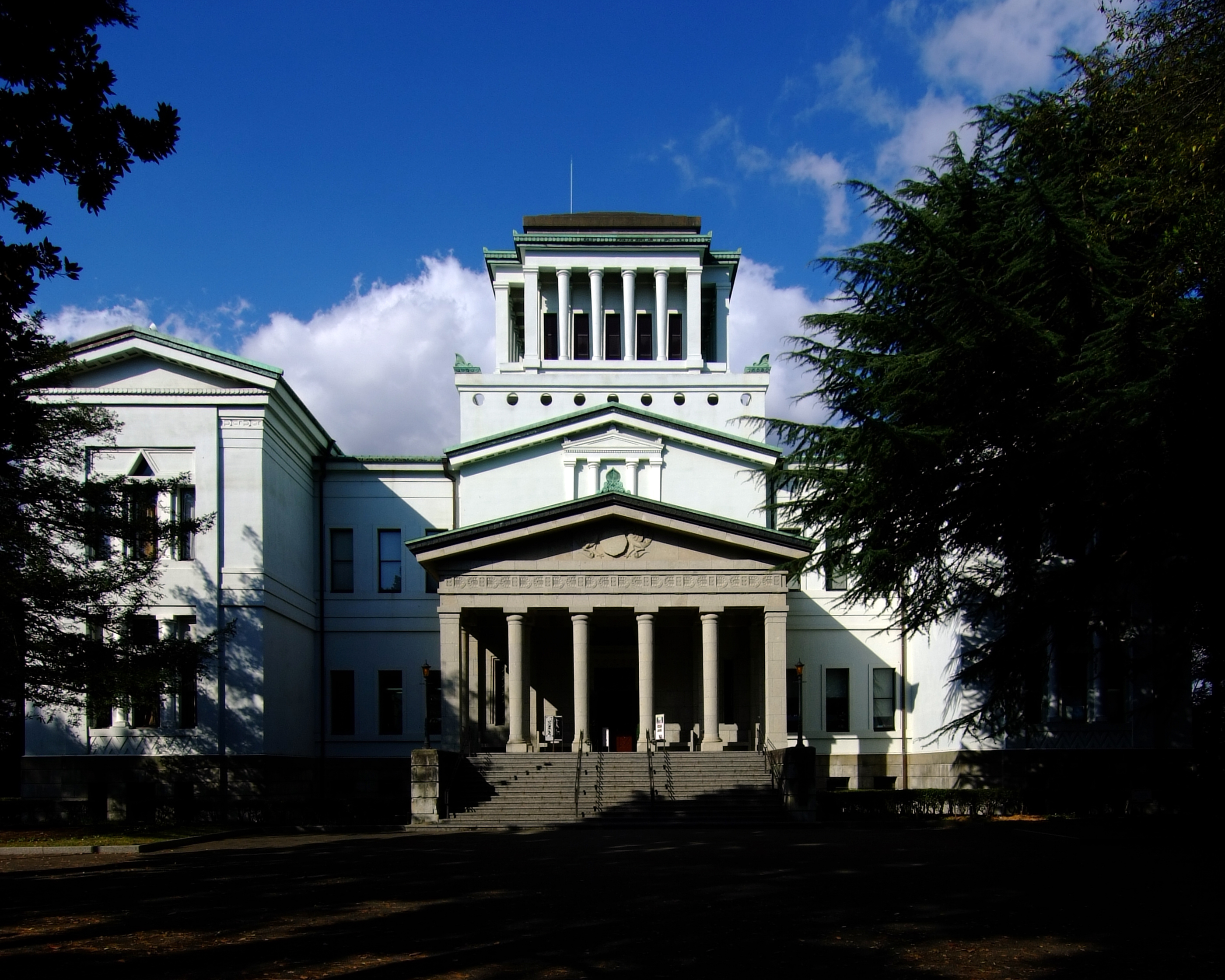
横浜市大倉山記念館（信郎が梅子に求婚する警察署前）

高萩市
AP&PP高萩事業所（日本加工製紙高萩工場跡地、現・未来創電高萩合同会社高萩安良川太陽光発電所） - 終戦前後の蒲田界隈。
宮代町
日本工業大学工業技術博物館内「植原鉄工所」 - 梅子が勤労奉仕する工場。
多古町
旧興新小学校 - 梅子が終戦を迎える勤労奉仕先。
常総市
弘経寺- 終戦直後、梅子が通う高等女学校の仮校舎。
琴平八幡神社- 寺の一角に梅子が隠れるシーン。
栃木市
岡田記念館 - 医専時代の梅子が仲間と医薬品を運ぶシーン。
宇都宮市
若山農場 - 医専時代の梅子が仲間と医薬品を運ぶシーン。
深谷市
七ッ梅酒造跡地 - 竹夫の下宿先、あかねが働く「だるま食堂」。
- 千葉県立房総のむら[9]（智司の帰りを松子が待つシーン、終戦直後に梅子と竹夫が買い出しに行く農村）
- 千葉県立佐倉高等学校[12]（梅子が通う城南女子医学専門学校）
- 一橋大学[13]（梅子がインターン勤務する帝都大学附属病院）
- 横浜市大倉山記念館[14]（信郎が梅子に求婚する警察署前）

## あらすじ
1945年（昭和20年）、戦争で焦土となった蒲田のバラックに家族6人で暮らしている高等女学生の梅子は、優秀な姉と兄とは違い、勉強は苦手でいつも失敗ばかりし、劣等感を抱いていた。
10月のある日、兄の竹夫が医大を退学して家出。梅子は父親の担当患者だった少女の死をきっかけに医者を目指す。
努力を重ね、医学専門学校へ進学しインターンを経て医師免許取得後、大学病院に就職。医局同士の派閥争いや出世争いに翻弄されながらも臨床と論文作成に励むが、医師不足に悩む地元の人々の現状を知り、さらにはアルバイト先の開業医の言動に影響を受け、大学病院を退職し蒲田の町医者になる。そこでは終末医療、家庭内不和、医療費の回収問題、家事育児と仕事との両立、総合病院との競合・淘汰といった様々な難題と直面する。
一方、医学専門学校時代に出会った男子学生と交際を始め、不器用な恋愛ながらも結婚を意識するまでに至るが、診療所の開業医となった自身と大学病院の勤務医となった彼との価値観の相違と、彼の留学により関係は解消する。その後、兄姉の後押しを受けて、隣りに住む幼馴染みと結婚、出産し、2児の母となる。
また、威厳に満ちた父親をめぐる家族関係も時の移り変わりと共に変化し、わだかまりも修復していく。
これらの経験を経て梅子は、か弱く頼りのない1人の女学生から、町の人々に頼られる立派な一医師に成長していく。

## 登場人物

### 主人公
下村梅子（しもむら うめこ） → 安岡梅子（やすおか うめこ）
演 - 堀北真希（幼少期：内田未来）
下村家の次女。
1929年（昭和4年）5月5日生まれ。ドジでそそっかしく勉強が苦手であるが、明るく世話好きな性格。
優秀な姉兄と比べられることが多く劣等感を持っていたが、姉・松子の婚約者であった吉岡智司から「花が春一番に咲き、みんなに希望を与えている『梅』のような人になれる」と励まされ、人生の信条とする。
父・建造の医師としての一面を目の前にし、医師を志す。学力不足ながら必死で勉強し、難関の入試に合格、城南女子医学専門学校（学制改革後、「蒲田医科大学」に改称）に進学。
医専卒業後、帝都大学医学部附属病院でインターンとして学ぶなか人と向き合うことが好きであることから内科を専攻。第12回医師国家試験に合格、1952年（昭和27年）7月11日に医師免許を取得後、帝都大学医学部附属病院に就職し第一内科に配属される。
偶然の成り行きから坂田医院でのアルバイトも始め、坂田の考えに感銘を受けたことや地元の医師不足を知り、1955年（昭和30年）4月に附属病院を退職、「下村医院」（結婚後、「安岡医院」に改称）を開業する。
翌1956年（昭和31年）春、幼馴染の信郎と結婚。それから間もなく往診をしていた早野の最期を、早野の家族と共に看取った（その後、梅子を気にかけ来院した建造は開業医は患者と深い関わりがある事を教えた上で「あまり引きずらないように」と助言した）。その約2年後、長男「太郎」を出産。
1961年（昭和36年）の時点では次男「新（あらた）」が誕生している。

### 下村家
東京都蒲田区（現大田区蒲田）に住居を構える。
下村建造（しもむら けんぞう）
演 - 高橋克実
梅子の父。
学業優秀であったために資産家の下村家の養子となる。旧姓・立花（たちばな）。大学で医学を学び内科医になる。帝都大学医学部内科教授、同大附属病院第二内科医局長。肺炎治療の権威である。
口数が少なく、家庭内ではいつもしかめっ面で不機嫌そうな態度をとっている。堅物な人物であり、正反対な性格の実弟・立花陽造とは仲が悪い。また、町工場を営む隣家の安岡幸吉とは犬猿の仲で、会う度に激しく口論している。
学力優秀な松子、竹夫に比べ出来の悪い末娘の梅子に対して厳しく接する。退学した竹夫に対して1度は勘当して無関心を示すが、子供たちを密かに気にかけている。
医師・教授としての使命感はとても強い。女医の必要性を認識してはいるものの、医師になりたがる梅子に対し、学力の低さと適性から難色を示したが、梅子の熱意に折れ志望を認める（「勝手にしろ」と吐き捨てる）。
梅子が帝都大学医学部附属病院に就職後は、坂田に影響されていることを不愉快に思いつつ、医学に精進し成長する梅子を陰で認め、医学部助手への昇格を考えていた。しかし梅子の開業医への志望を知ると憤慨し反対。その直後に脳軟化症を発症し、倒れる。しかし坂田の説得を受け、梅子の開業を後押しする言葉をかけ、協力する姿勢に変わった。開業後も度々梅子を気にかけ助言している。
また、梅子が結婚して間もなく梅子が往診を担当していた患者である早野が危篤の知らせを受けた時は、梅子の外出前に落ち着いて振る舞うよう声を掛け、医院に来院して亡くなった事を梅子から知らされると開業医は患者との個人的な関わりが深くなる事を教えた。
梅子と信郎の長男・太郎が生まれた当初は相変わらずの態度であったが、徐々に祖父としての安らかな一面を見せるようになる。
1959年（昭和34年）4月に名誉教授就任の話を断り附属病院を定年退職後、千葉県の病院の医院長就任の依頼を受け、芳子と共に転居する。
下村芳子（しもむら よしこ）
演 - 南果歩
梅子の母。
子供たちと父親の間を取り持つ。良妻賢母で、しっかり者。
下村医院開業当初は正枝とともに受付をしたり診察を手伝う。
1959年4月に定年を迎え千葉県の病院の医院長に就任する建造に伴い、転居する。
下村正枝（しもむら まさえ）
演 - 倍賞美津子
梅子の祖母（建造の養母）。新しい娯楽が好きで、戦後は友人らとパチンコやボウリングなどに積極的に挑戦している。
建造が10歳の時、貧しい立花夫妻からの申し出で建造のみを養子に引き取るが、金の借り入れなどで訪れる陽造についても息子のように思い接している。
梅子の良き理解者であり、建造をはじめとした家族みんなが梅子の医専受験に難色を示す中、率先して梅子を応援する。また、下村医院開業当初は芳子とともに受付をしたり診察を手伝う。
下村松子（しもむら まつこ） → 加藤松子（かとう まつこ）
演 - ミムラ (現 : 美村里江)
梅子の姉で、下村家の長女。祖女学校を首席で卒業後、智司と婚約。智司の復員時期が迫り浮かれていた最中に、彼の戦死を知り大きなショックを受ける。
終戦後、智司を亡くした悲しみから気持ちを切り替え、日本橋の商社に就職。上司の真田伸吉からちょっかいを出され辟易しつつ、彼が自暴自棄になった経緯を知り気にかけるうちに恋愛感情を抱くが、互いに本心を伝えること無く真田は転勤。数年後に真田の近況を知り、気持ちに終止符を打つ。
その後、加藤正和に求婚され、当初は断るつもりであったが自分に対する誠意を知り、交際を経て結婚。同時に下村家から巣立つ。
1956年11月、長男・孝介を出産。1961年の時点では、長女・由美が誕生している。
下村竹夫（しもむら たけお）
演 - 小出恵介
梅子の兄で、下村家の長男。
親が敷いたレールに乗るように医師を志し、戦時中は仁英館大学医学部で学んでいた。しかし終戦後自らの進路に疑問を感じ退学を決意、建造からの勘当同然で家出する。家出後は日雇い労働の日々を経て、陽造の家に身を寄せて仕事を手伝う。同じころに出逢ったあかねとは結婚を意識する仲となるものの、悲恋に終わる。その直後陽造の家を出て、後に1人で貿易会社「フロンティア貿易」を起業する。
会社の事務所を置いたビルの下階の坂田医院の看護婦・静子の冷めた態度に苛立ちながらも、坂田医院の手助けをしたり静子に頼られたりするうちに、互いに惹かれ合っていく。坂田の死後、静子を自社に雇い入れる。彼女と交際を経て結婚の約束をするが事業が失敗し、彼女に苦労をかけたくないという思いから、破談にしようとする。しかし竹夫を想う静子の気持ちは変わらず、妹・梅子が太郎を産んだ直後に結婚する。
1961年の時点で長女が誕生している。
野島静子（のじま しずこ） → 下村静子（しもむら しずこ）
演 - 木村文乃
竹夫の妻。冷静でクールな性格。元・坂田医院の看護婦。
以前は大病院で看護婦をしていたが、男性関係のトラブルが原因で退職したところ、後述の坂田俊一郎に誘われ働いていた。
坂田の死後は帰郷する予定であったが、自らの想いに気づいた竹夫に引き止められ、「フロンティア貿易」の事務員として雇われる。
その後、建造との確執や会社の詐欺被害に悩む竹夫を支えていく決意をし、結婚した。なお、家族については詳細は不明だが、134回にて下村家で行われた竹夫との結婚式での写真撮影で両親らしき男女2人が登場している。
梅子の出産時には看護婦時代の腕を生かし、率先して手伝った。
1961年の時点で長女を出産している。

### 安岡家と関係者
下村家の隣に住む。ねじ工場である「安岡製作所」を営んでいたが、空襲により焼失。終戦後、幸吉の地道な努力で、事業を再開した。

#### 安岡家
安岡信郎（やすおか のぶお）
演 - 松坂桃李（幼少期：山﨑光）
梅子の幼馴染で夫。太郎と新の父。勉強は苦手だが血気盛んな性格。梅子からは「ノブ」と呼ばれ、幼いころは一緒によく遊び、梅子をさり気なく支えてきた。
価値観の違いなどで、父・幸吉とは頻繁に衝突していた。終戦直後は家業を嫌い、露店の古道具屋で働くが長続きしなかった。ある時自らが発明した薬莢を使ったライターを家族に披露した際、製品の問題点に気付いて即座に改良した父を見直し、再び家業を手伝い始める。
自宅兼工場の改築をきっかけに、工場を大きくすることを夢に抱くと共に、後継者としての自覚を持ち一層仕事に精を出す。その際に銀行融資を受けた経験から、梅子の開業に際しては銀行に融資を掛け合うなど協力する。
交際相手の咲江に振られた後、両親が積極的に見合い相手を探す中、松子と竹夫に問われ梅子の存在に気付き、梅子と結婚。その後は披露宴の際、難癖をつけられた梅子を擁護したり、早野の死に落ち込む梅子を励ましたりするなど、夫として愛情を注ぐ。
結婚直後は安岡家の自室で新婚生活を送るが、集団就職でやってきた従業員の光男に部屋を空け渡す形で梅子と共に下村家に移る。
梅子の妊娠が分かったころから、自分たちの工場でしか出来ない製品を作ることに情熱を注ぎ、遂には新幹線の部品を手がけるまでの職人に成長していく。
演じた松坂は、2017年度下半期の『わろてんか』で再び「ヒロインの相手役」を演じる。
安岡幸吉（やすおか こうきち）
演 - 片岡鶴太郎
信郎の父。
陽気な性格だが些細なことでも大騒ぎし周囲を当惑させることがしばしば。建造とは相性が悪く、何かにつけて言い争っている。
ラジオの修理をしたり、信郎が発明した薬莢を使ったライターを改良したりなど、職人としての広い知識と技術を持っている。加えて義理堅いこともあり、昔ながらの取引先から厚い信頼を得ている。
安岡和子（やすおか かずこ）
演 - 大島蓉子
信郎の母で、幸吉の妻。
男ばかりの安岡家に梅子が嫁いできたことを心から喜び、実の娘のようにかわいがっている。
安岡太郎（やすおか たろう）
梅子と信郎の長男で、幸吉夫妻の初孫。1958年（昭和33年）4月に誕生した。
信郎の「郎」と「戦争に耐えた梅の木のように太くしっかりした子に育って欲しい」との願いから命名される。
安岡新（やすおか あらた）
梅子と信郎の次男。1961年に誕生した。
信郎が新幹線の部品作りに熱心に取り組んでいたことから命名される。

#### 安岡製作所の従業員
木下（きのした）
演 - 竹財輝之助
安岡製作所が事業拡張のため初めて雇った従業員。幸吉と信郎からは「キノヤン」と呼ばれている。未経験で当初は使い物にならなかったが、熱心に仕事に励み、やがて工場の重要戦力となった。
仕事中に転倒し腕を捻挫した際、治療した梅子から全治2週間と診断される。療養中にサボり癖がつき、昼間から食事処みかみで酒をあおり安岡の待遇に不満を訴える。三上家の娘千恵子から嫌いな家庭科の授業をサボるため仮病を装い、梅子が協力してくれた話を聞くと、自分もその手を使おうと思い付き、ほぼ完治していたにもかかわらず梅子に頼んで要治療期間を1か月に伸ばしてもらい、彼が程なく復帰することを見込んで新規取引先からの大口注文を受けた安岡父子を落胆させる。梅子の諭しを受けて頑張る気になった千恵子の姿を見て深く反省し、直ちに職場に戻ると梅子に語るが、ちょうど通り掛かった信郎が2人の話を耳にして嘘が露見。激怒した信郎から辞めちまえと言われると逆切れし、彼に悪口雑言を浴びせて出奔する。この顛末に責任を感じた梅子の口添えにより陽造の下で働き始めたが、工場の仕事が好きだったことに改めて気付くとともに、自分を職人として育ててくれた安岡家の恩に報いなければいけないと痛感し、決意も新たに安岡製作所に復帰する。梅子には頭があがらない。
1958年（昭和33年）に彼女ができたことを梅子達に打ち明けた。
佐藤光男（さとう みつお）
演 - 野村周平
青森からの集団就職で安岡製作所にやって来た中卒の少年。
勉強好きで礼儀正しく、ことわざや格言をよく知っている。雇い主の幸吉を馬鹿にする建造に苦言を呈したり、陽造のせいでストライキを起こした町工場の職人たちを諭したこともある。いびきがうるさい。
上京当初は住まいが決まっておらず、当面信郎・梅子夫妻の部屋に同居するが、睡眠時に大いびきを掻くため夜は押し入れで寝ていた。信郎の発案で一時下村家に間借りする。文学好きで建造と話が合い、大いに気に入られる。程なく幸吉の意向で信郎夫妻が下村家で暮らすことになり、再び安岡家の住み込みとなる。
採用から2年後、安岡製作所の将来の発展を見据えた信郎の業務命令により、働きながら定時制高校に通うようになる。
同年代の三上千恵子とは恋愛関係には至らないが、仲がいい模様。

### 三上家
下村家の近所で食堂「食事処みかみ」を営む。
三上康子（みかみ やすこ）
演 - 岩崎ひろみ
梅子のよき相談相手。食事処みかみの女将。
近所の下村家や安岡家の人々は店の常連で、彼らとは家族ぐるみの付き合いをしている。
終戦後、疎開先から戻り戦前から営んでいた食堂を再開。父からは終戦後もなかなか帰還しない夫・和也のことは諦めて、店を畳んで実家に帰るよう説得されるが、娘・千恵子と二人で和也の帰還を蒲田の地で待つことを決意した。和也の復員後は実家の資金で食堂を改築し、夫婦で店を切り盛りしている。
千恵子の看護婦志望を知った際には諦め癖を見通して、高校卒業後は進学させずに店の手伝いに専念させようと考えていたが、千恵子の今までに無かった強い気持ちを知り、看護学校の受験を認めた。
三上和也（みかみ かずや）
演 - 滝藤賢一
康子の夫。食事処みかみの主人。
長らく出征したままであったが、1947年（昭和22年）11月、戦地のスマトラ島から蒲田へ帰還し、康子たちと再会する。ぐうたらな性格で怠け癖は絶えないが、康子にガミガミ言われながらも何かと楽しそうに暮らしている。梅子と信郎の結婚にあたっては康子とともに仲人を務めた。
無断でテレビを月賦で購入し、康子と喧嘩になるが、それをきっかけに仕事に対する態度を改め、料理の味で店の評判を上げようと考えるようになった。その際に開発した新メニュー「マカロニイタリアン」は店の人気メニューとなっている。
三上千恵子（みかみ ちえこ）
演 - 宮武美桜（幼少期：山口朋華、少女期：畠山紬）
康子と和也の一人娘。時折、店の手伝いもしている。
裁縫が苦手で、家庭科の授業をサボるために仮病を使い梅子の診察を受けるが、それが下村医院開業後初の患者となる。事情を知った梅子に協力してもらえたものの、2度目には逃げずに努力するよう説得され、正枝に裁縫の教えを請う。
高校卒業後は人のために役立つ仕事をしたいと考え、梅子と八重子の奨めがきっかけで看護婦になることを決意する。受験に合格し、高校卒業後、看護学校に進学した。同年代の光男とは恋愛関係には至らないが、仲がいい模様。
1961年（昭和36年）11月の時点では大病院に看護婦として就職していたが、引退する相沢八重子の跡を引き継ぎ安岡医院に転職した。

### 加藤家
下村松子（しもむら まつこ） → 加藤松子（かとう まつこ）
前述「下村家の人々」を参照。
加藤正和（かとう まさかず）
演 - 大沢健
松子の夫。工務店の営業マン。信郎とは相婿関係に当たる。
物腰は柔らかいが、仕事に対して情熱的である。
軍医であった松子の婚約者・智司に戦争中助けられたことを口実に松子の元を訪ね、下村家の新築を勧めた。松子に密かに思いを寄せて、落成後も安岡家への営業がてらしばしば下村家を訪ねる。
松子が見合相手との縁談を断ったことを知り、求婚。母の持病の悪化のため、数日後に理由を述べず撤回したが、真相を知った松子から振り出しに戻ることを提案され、交際を経て結婚。その後も、夫婦喧嘩をしたら自ら折れて松子に花を贈り許しを乞うなど、優しい夫ぶりを見せている。集合住宅の一室に新居を構える。
加藤昌子（かとう まさこ）
演 - 根岸季衣
正和の母。
持病の心臓病が悪化し、梅子の紹介で帝都大学医学部附属病院に入院した。大の医者嫌いで出会った当初は梅子も目の敵にしたが、病気が完治し松子が嫁入りした後は、梅子をはじめ下村家の人々と親戚として親睦になる。
心配性かつ何かと気が回る性格であるが、お節介が過ぎて正和と松子を困惑させることが多い。
加藤孝介（かとう こうすけ）
正和と松子の長男で、梅子と信郎の甥。建造夫妻と昌子の初孫。昌子や芳子からは「こうちゃん」と呼ばれている。
加藤由美（かとう ゆみ）
正和と松子の長女で、梅子と信郎の姪。

### 城南女子医学専門学校の人々
澤田弥生（さわだ やよい）
演 - 徳永えり
梅子の同級生でC班の学生。開業医の一人娘。梅子よりも背が低く小柄。
家族（演・父 - 河野洋一郎、母 - 舟木幸、祖父 - 外波山文明、祖母 - 木村翠）の盛大な期待を受け、成り行きで医師を目指している。
ひねくれ者であるが、常に梅子を気にかけ助け舟を出す。香織ら上級生のでたらめな嘘を察知するなど用心深い一面も持つ。
卒業後は家業を継ぐため内科医を目指し、インターンとして帝都大学医学部附属病院で学ぶ。医師国家試験合格後は研究が好きであることから、帝都大学医学部附属病院に就職し第二内科に配属される。
梅子の代理で坂田医院でアルバイトをした際に坂田に一目惚れし、梅子の開業後もアルバイトを続けていた。
梅子が太郎や新を育てている時には代診を引き受けている。
1度は同僚である山倉からのプロポーズを断ったが、山倉の優しさを改めて認識し、昭和37年11月に結婚する。
須藤雪子（すどう ゆきこ）
演 - 黒川智花
C班の学生。病床数約100を擁する碑文谷の大病院「須藤病院」の一人娘。
明るく快活な性格のお嬢様で、調子者の仕切りたがり屋。冷静ではっきりと意見を言う弥生と反発し合っている。
卒業後は実家の病院で勤務する予定で、インターンとして城南女子医専の附属病院で学ぶ。
梅子の結婚式の時は、典子が作った梅子の人形を、式に出席できなかった瀬川典子の代わりに梅子に渡した。
瀬川典子（せがわ のりこ）
演 - 西原亜希
C班の学生。梅子よりも年上。夫は戦死し、娘のみどり（演 - 本間叶愛）がいる。
女性も生きる上で手に職を持った方が良いと考え、両親の援助を受け医師を目指している。
引き揚げ者の援護活動で知り合った復員男性の前川（演 - 日下部そう）と交際し、結婚の約束をする。
卒業後は産婦人科医を目指し、インターンとして城南女子医専の附属病院で学ぶ。
梅子の結婚式には、気になる患者を抱えていたため出席できなかった。
園田江美（そのだ えみ）
演 - 白鳥久美子（たんぽぽ）
C班の学生。
素朴でおとなしい性格。C班結成当初は自らの秋田弁を気にして無口になり、仲間に入ろうとせず単独で行動していた。
しかし、旧海軍放出の薬を大量に載せた荷車を雨の中で1人で引く梅子に、率先して力を貸したことをきっかけに、C班の仲間と打ち解ける。
卒業後は内科医を目指し、インターンとして城南女子医専の附属病院で学ぶ。
梅子の結婚式のときには既に結婚しており、2カ月後に出産を控えていた。
扇田（おうぎだ）先生
演 - 大和田伸也
ドイツ語教師。
毎年恒例の上級生によるいたずらの被害者の一員でもある。典子のために再試験を抜け出した梅子を落第とみなそうとしたが、弥生たちの必死の弁明と懇願により再々試験を許可した。
柴田（しばた）先生
演 - 田中要次
解剖学教師。
解剖学に不慣れな梅子たちに「慣れれば臓器もモノに見えてくる」と助言した。
間宮香織（まみや かおり）
演 - 山口あゆみ
梅子たちの先輩学生の1人。工藤や戸田とは違い背が低くて小柄。
後輩たちに、いたずらな嘘を吹き込んだり、「横須賀に行って旧海軍放出の薬品を持ち帰って来る」などの難題をしかけたりしている。
工藤啓子（くどう けいこ）
演 - 梅舟惟永
戸田咲子（とだ さきこ）
演 - 浅野かや
上記2名は香織と行動を共にする先輩学生たち。

### 梅子の周囲の医学生たち
松岡敏夫（まつおか としお）
演 - 高橋光臣
中央医科大学の学生。
結核を患い3年間休学していたため、他の学生より年上である。
建造を慕い教えを請い、勉強熱心ゆえに気に入られる。梅子を身近な存在に感じて何かと頼り、梅子も勉強を教わる。
論理的な性格で恋愛感情に疎いことから、梅子に勧められたのをきっかけに、小説を読んだり恋愛映画を見ることを嗜むようになる。
大学卒業後、帝都大学医学部附属病院第二内科に勤務する。その後、建造からの辞令で青森へ転勤するが、先方は娘との縁談目的で呼び寄せたと知り、断って東京に戻る。梅子と相思相愛であることに気付き交際を始めるが、梅子が開業し、研究者と開業医それぞれの道に専念することが最善だと判断し、アメリカへの留学を機に交際を解消した。
3年後に帰国し、再び附属病院に勤務する。昭和36年に助教授に昇進した。
山倉真一（やまくら しんいち）
演 - 満島真之介
建造の教え子の1人で、帝都大学医学部の学生。
松子に求婚し断られたその場で梅子に求婚したり、尊敬する建造の娘と結婚したいゆえにどちらでも良かったと梅子に告げたりなど、女心に対して無神経であるが、梅子が竹夫の行方を探している際に協力したり、英語の勉強を教えて欲しいとの依頼を快く引き受けるなど親切である。
大学卒業後、帝都大学医学部附属病院第二内科に勤務する。附属病院で出会った松岡とは建造を慕う者同士で気が合い、友人になる。
梅子の妊娠から太郎の出産直後まで安岡医院の代診を引き受けた。
帝都大学の学生時代は雪子に恋をしたが失恋。その後、附属病院の同僚になった弥生に対して、次第に恋愛感情を持つようになる。弥生が家業の医院を継ぐ結婚相手を探していることを知り、意を決してプロポーズしたが、弥生の父の引退が5年後に延期されたため、却下された。それでも弥生のことを思い続けており、再びプロポーズして昭和37年11月に結婚した。
伊東正彦（いとう まさひこ）
演 - 庄野崎謙
中央医科大学の学生。
地主の次男で、活発な性格。松岡をはじめ友人（演・田口 - 橋爪遼、佐々木 - 山田悠介）らを引き連れ城南女子医専を訪れ、ダンスパーティーの企画を持ちかける。パーティー成功後は、中央医科大学の学園祭で「ロミオとジュリエット」の演劇上演を企画する。親が決めた婚約者がいることを公言しなかったこともあり、雪子と弥生から密かに想いを寄せられていた。
その後、中央医大に勤めていたが、妻と離婚し、心機一転を図るために帝都大学医学部附属病院に赴任してくる。

### 帝都大学医学部附属病院の人々
山田（やまだ）教授
演 - 奥田達士
耳鼻咽喉科指導医。患者が飲み込んだ物を収集するのが趣味。
金子（かねこ）講師
演 - 浜田学
外科指導医。
狭山（さやま）助教授
演 - 石井正則
第二内科指導医。やたら会話にドイツ語を入れることから、弥生から陰で「ハインリッヒ」とあだ名を付けられる。
上司である建造の指示で梅子に厳しく指導するが、梅子の言動から、患者を人として向き合う気持ちも大切であることを教わる。
岡部（おかべ）技師
演 - 品川徹
検査技師。自らの研究のために、年代別の屈伸運動の回数のデータを集めている。
患者の接し方に悩む梅子の相談に乗っている。
梅子の結婚式にも参加しており、八重子と何かしらの関係を持っていたようである。
面接官
演 - 大林丈史
梅子のインターン試験時の面接官。
看護婦長
演 - 山崎千惠子
耳鼻咽喉科の看護婦長。
山下幸枝婦長
演 - 川俣しのぶ
第二内科の看護婦長。
三枝（さえぐさ）教授
演 - 陰山泰
第一内科教授。臨床よりも論文を重視し、配属して間もない梅子に論文の作成を命じた。
定年後は名誉教授に就任。
重岡（しげおか）助教授
演 - 池田成志
第一内科助教授。梅子の指導医。第二内科に対して強い競争心を持っている。
三枝が定年後は教授に昇進。
津田（つだ）
演 - 渋江譲二
第一内科医師。梅子と同じ医局員。三枝と重岡の指示に従い、梅子が熱心に取り組んでいた論文を引き継ぐ。

### 帝都大学医学部附属病院の患者と家族
木下早苗（きのした さなえ）
演 - 竹富聖花
建造が担当した、思春期ごろの入院患者。
難病である間質性肺炎を患い、入院中は建造と会話をすることを楽しみにし、将来は絵の勉強をすることを夢見ていた。
恋愛小説「月と花束」を読みたがり、梅子が手を尽くして探し、節子先生から譲り受けるが、本人に渡す前に死去する。
木下民江（きのした たみえ）
演 - 那須佐代子
早苗の母親。
篠田（しのだ）
演 - 正名僕蔵
建造が担当した入院患者。
自らが余命僅かと思い込み、真相を探ろうと梅子に詰め寄る。妻子（妻:正木佐和）と再会したことで治療に意欲的になり、完治し退院した。
片岡弓子（かたおか ゆみこ）
演 - 馬渕英俚可
梅子の姉・松子と同い年。板前だった恋人が戦死し、将来への絶望感から出逢ったばかりの互いに名も知らない男と衝動的に服毒心中を謀り、共に帝都大学病院へ搬送された（相手の男は弓子より先に意識を回復すると、刑事責任に問われることを恐れて病院から姿を消した）。回診で松岡が彼女の腹部を触診した際、メッケル憩室炎の発症に気付く。以来松岡に思いを寄せるが、彼にその気がないことを知りまたも絶望する。だが梅子の激励で前向きな気持ちに変わり、手術後は周囲と打ち解け、退院後は仕事の採用試験を受ける決意をする。
並木涼子（なみき りょうこ）
演 - 田崎アヤカ
高校生の入院患者。三枝が担当していたが、梅子に引き継ぐ。
肺炎を患い入院する前は、短距離走の選手として活躍していた。梅子の様々な悩みにアドバイスをする。
梅子から「ギラン・バレー症候群」と診断されると同時に、選手として生涯走れないことを告知され、ひどく動揺する。しかし、すぐに気持ちを切り替え、梅子のために、開業に反対する建造に抗議した。
並木栄子（なみき えいこ）
演 - 奥田由美
涼子の母親。
早野新造（はやの しんぞう）
演 - 津嘉山正種
下村医院の近所に住む老人。若いころは船乗りで、仕事で世界各地を回っていた。
肝臓癌を患い帝都大附属病院で入院治療を受けていたが、余命が短いと悟り、「家の畳の上で死にたい」と言って強引に退院してしまう。まだ治せる余地はあると信じる担当医の松岡は下村家を訪れ、梅子に早野宅への往診と再入院の説得を依頼する。梅子が、彼に生きる希望を持ってもらおうと探し出した娘の小夜子が息子を連れて見舞いに訪れたが、家族に囲まれて最後の時間を過ごしたいと引き続き在宅医療を希望し、梅子も承知した。
梅子の結婚後間もなく危篤に陥り、妻と千代子親子、梅子、八重子に看取られて、庭の桜が散る中静かに永眠した。
早野妙子（はやの たえこ）
演 - 丘みつ子
新造の妻。
前田（旧姓・早野）小夜子（まえだ さよこ）
演 - 伊藤久美子
早野の一人娘。
父・新造を批判し怒らせた交際相手・前田（演 - ミョンジュ）と結婚したため、早野から勘当されていた。梅子と松岡の努力により新造から許され、金沢から息子（演 - 多田きらり）を伴い帰省する。

### 坂田医院の人々
竹夫の経営する「フロンティア貿易」のあるビルの下階で開業・診療していたが、坂田の死去に伴い閉業した。
坂田俊一郎（さかた しゅんいちろう）
演 - 世良公則
坂田医院の医院長。不良中年風の容貌が特徴。
竹夫が受診した際には酔いつぶれており竹夫を驚かせた。梅子が医師であると知り、臨時に手伝いや代診を頼んだのをきっかけに、梅子にアルバイト勤務を依頼した。梅子を娘のように気に入り、相談に乗ったり、協力に動いたりしている。
戦時中は中国大陸の病院に勤務していたが、戦局が悪化し患者を残したまま逃げ帰国、後悔と反省から逃げない決意をし、開業に至った。
自身の誕生日の当日自分でケーキを買いに行き、その帰り道飲酒運転の車に轢かれて死亡する。
野島静子（のじま しずこ） → 下村静子（しもむら しずこ）
前述「下村家の人々」を参照。

### その他の人々
立花陽造（たちばな ようぞう）
演 - 鶴見辰吾
建造の実弟。梅子、松子、竹夫の叔父で孝介、太郎、新、由美の大叔父。
学力優秀なため資産家の下村家へ養子に出された建造とは正反対の極貧生活を送ったため（父親から物乞いを命じられたこともあったらしい）、兄に反感を抱くとともに金に対する執着心が非常に強い。終戦直後は闇市のブローカーをし、当時としては羽振りの良い生活をしていた。ざっくばらんな性格で堅物の建造とは相性が悪いが、彼の子供達はかわいがり、芳子から頼まれて竹夫を雇い商売のノウハウを伝授した。
竹夫が独立後、朝鮮特需に便乗しようとアメリカ軍にテントの生地を販売する仕事をするが失敗。金を無心するため久々に竹夫と再会した時にはポン引きの仕事をしていた。梅子が医院を開業したころにはテレビ女優・神崎珠代のマネージャーを始めたが、鳴かず飛ばずの挙げ句詐欺（中止となったコンサートチケットを販売）を犯し逮捕・留置される。梅子らの助けや建造の忠言を受け改心し、本当の「家族」として認められた。その後日々無職の中、胃潰瘍を患い下村家で静養した。現状を知った梅子の計らいで回復後も下村家に同居し、下村家の近所に玩具店を開く。
1962年（昭和37年）11月、かつてマネージメントをしていた神崎珠代と結婚することを発表した。
戦時中は中国大陸にいた共通点もあることから坂田医師と気が合い、共に飲みに出かけたり、依頼に協力したりしていた。
吉岡智司（よしおか さとし）
演 - 成宮寛貴
建造の教え子で、松子の婚約者となる。優秀な姉兄と比べられ卑屈になりがちな梅子を唯一褒めた人物であり、梅子に希望を与えた。
九州の飛行場近くの病院に軍医として赴任。復員が決定した矢先に空襲に遭い、最後まで患者を守り続け戦死する。
矢吹あかね（やぶき あかね） → 中島あかね（なかじま あかね）
演 - 宇野実彩子（AAA）
竹夫が常連として通う飲食店「だるま食堂」の店員だったが、その後出会った梅子の励ましで歌手未経験ながらキャバレー「ニューオリンズ」のオーディションに応募して見事合格。以後人気専属歌手として働く。父は家出し長らく不在、身体の弱い母と、年が離れた弟妹の暮らしを一人で支える。
だるま食堂の常連客であった竹夫に思いを寄せ、やがて相思相愛となるが、ニューオリンズを買収した地域の有力者・中島（演 - 永倉大輔）に見初められ、帰宅した父親の借金の肩代わりを条件に不本意ながら中島の妾となり、歌手を引退。中島の正妻の死後正妻となる。
引退から7年後、3歳の息子・徹の診察に偶然坂田医院を訪れた際に竹夫と再会。幸せな生活を送っていると共に、竹夫や梅子に感謝している旨を語る。
節子（せつこ）先生
演 - 中村ゆり
梅子の通っていた女学校の担任。
梅子が医師になるため密かに勉強していることを見抜く。自らも師範学校の受験を父親から猛反対されていた過去を持つことから梅子に共感し、梅子の医学専門学校受験を応援する。梅子達の卒業を機に結婚し、教師を退職した。
中黒京子（なかぐろ きょうこ）
演 - 吉谷彩子
緒川珠江（おがわ たまえ）
演 - 藤本泉
小夜（さよ）
演 - 土井玲奈
上記3名は梅子の通う女学校の同級生。
久保田（くぼた）
演 - KONTA
キャバレー「ニューオリンズ」の支配人。
中谷広志（なかたに ひろし）
演 - 池松壮亮（少年期：細田龍之介）
梅子が終戦直後に出会った戦災孤児。梅子を最初に「梅ちゃん先生」と呼んだ人物。
空襲で親を亡くし、水戸に住むおじの家に引き取られたものの、こき使われることが嫌で逃げ出し、泥棒をしながら生活していた。当初は周囲に反抗的な態度であったが、自分に対して世話を焼く梅子に心を開き、慕うようになる。落ちていた饅頭を食べ食中毒になり、建造が懸命に治療に当たる姿を梅子が初めて目にし、医師を目指すきっかけとなる。回復後、梅子の励ましを胸に、水戸へ戻る。
中学校卒業後、おじが営む材木店で働きながら定時制高校に通い、建造らに助けてもらった経験から医療関係に携わることを希望したが、働きながら医師を目指すのは困難なので、大学卒業後、戦後に創業した小さな製薬会社に就職した。東京南部の営業を担当することになり、1959年（昭和34年）に梅子の元に挨拶に訪れ、再会を果たす。
仕事には熱心だが視野が極端に狭く、医局の事情や梅子の諭しを無視し、「患者のため」の一点張りで新薬使用を強行に迫ったり、突然安岡医院に蒲田第一病院の事務長・津川（演 - 酒向芳）を伴って訪れ、この診療所に未来はないから廃業して蒲田第一病院に勤務するよう勧めて梅子を困惑させるなど、すっかりトラブルメイカーとなる。勤務成果が上がらず焦って、その後も繰り返し帝都大附属病院へ通い売り込みを続けるも、足元を見た医者から雑用を押し付けられ、見かねた弥生が梅子に相談、病院を訪ねた梅子から咎められて逆切れする。その後安岡医院にサンプル剤を届けに来た際に過労で倒れる。梅子が治療した際に彼女に対し暴言を吐き、意識不明に陥る。下村家で意識を回復後、かつて梅子からの励ましの言葉を支えに生きてきたが、一向に報われず苦悩していることを吐露した。梅子母娘の励ましと駆け付けた建造がかけた言葉を聞いて考えを改め、去った。
真田伸吉（さなだ しんきち）
演 - 平岳大
松子の会社の上司。仕事は豪放だが、頭は切よく切れる。
戦争で自分だけが生き残ったことに負い目を感じ苦しみ、復員後は酒と博打にのめり込み借金を作り荒んだ生活を送る。松子を頻繁にからかうため冷たくあしらわれていたが、彼女の思い遣りに触れ、改心して仕事に励むようになった。新潟の営業所長として栄転後部下の女性と職場結婚し、彼女の父が営む東京の会社へ転職した。
宮田咲江（みやた さきえ）
演 - 佐津川愛美
信郎の彼女。乾物屋の娘で、心優しく控えめな性格。
信郎は常に優しくしてはくれるが、梅子を相手にする時のように本音で接してくれないことに心を悩ませていた。そして親が決めた見合いを機に、性格の不一致を理由に信郎と別れた。
相沢八重子（あいざわ やえこ）
演 - 銀粉蝶
「下村医院」の看護婦。建造が研修医だった当時の帝都大学附属病院の婦長で、色々と彼の面倒を見た。 梅子の開業前年、看護婦を定年退職、悠々自適の老後を送っていたが、娘を心配する建造のたっての依頼で下村医院の看護婦を引受けた。口数は少ないが、医師としての立ち振る舞いを梅子に指導し、下村医院を支える。
岡部とは、帝都大学附属病院時代に何かしら関係を持っていたようである。
1961年（昭和36年）11月、仕事を千恵子に引き継ぎ、引退した。
森下（もりした）
演 - 阿部翔平
竹夫が社長の「フロンティア貿易」の社員の1人。会社が詐欺に遭い多額の負債を抱えた際、彼に負担をかけまいとした竹夫から解雇を言い渡されたが、取引先の厚意に応えるべく、竹夫らと共に会社を立て直す決意をする。
監督官
演 - 徳井優
梅子たちが働く軍需工場の監督官。
山辺（やまべ）
演 - モト冬樹
信郎が終戦後に雇われていた、露店の古道具屋の店主。
大衆食堂の店主
演 - 丸岡奨詞
大衆食堂「だるま食堂」の店主。
冴子（さえこ）
演 - 木下あゆ美
松子の会社の調査部の女性。
以前より真田について知っており、思いを寄せている。真田と松子が付き合っていると誤解し、別れるよう松子に詰め寄る。
巡査
演 - 児嶋一哉（アンジャッシュ）
警官。
町で見かける梅子と信郎を警察署まで連行した。
ボーイ
演 - 石井康太（やるせなす）
キャバレー「ニューオリンズ」のボーイ。
島津邦夫（しまづ くにお）
演 - 小倉久寛
康子の実父。
夫・和也の帰還を待ち続ける康子に、諦めて実家に帰るよう、説得をしにやって来る。
女性事務員
演 - 平田裕香
松子と真田の同僚。
熊沢健太（くまざわ けんた）
演 - 大竹浩一
秋田での園田江美の幼馴染。
偶然、江美が医師実習をする病院に入院しており、再会する。
木田（きだ）
演 - 村上和成
坂田医院に診察に来る筋骨隆々の男。
木島（きじま）
演 - 野村昇史
咲江が幼いころから世話になっている近所の老人。
自宅で寝込み、医者にも行けず困っていたところ、咲江の紹介で梅子の往診を受ける。
真理子（まりこ）
演 - 三輪ひとみ
坂田の知り合いである田辺（演 - 山本修）の恋人。
金に目がくらみ永田の愛人となるが、暴力を振るわれ、田辺の紹介で坂田医院に駆け込み、竹夫の協力で「フロンティア貿易」に匿われる。
陽造たちの尽力により、田辺と共に追っ手の来ない地に逃亡した。
永田（ながた）
演 - 内野智
逃げ出した愛人・真理子を探す男。坂田に凄みをきかせ、取り巻きに医院内を荒らさせた。
井上（いのうえ）
演 - ダンカン
木下が辞めた際のピンチに幸吉がスカウトした渡り職人。優秀な旋盤工で性格も真面目で即戦力となったが、程なく和子に一目惚れしてしまったことを自責し、幸吉に引き留められるも仕事半ばで安岡製作所を去る。
近藤（こんどう）
演 - 平野貴大
食中毒にかかった同僚5人を引き連れ、下村医院に駆け込んでくる工員。
別の病院への救急搬送前に梅子が応急処置を施したことで、同僚が大事に至らずに済んだことに、感謝の意を述べる。
ミユキ
演 - 谷桃子
ユカ
演 - 羽鳥由記
上記2名は坂田の行きつけのバーのホステスたち。
写真館の主人
演 - キートン山田
松岡がアメリカ留学へ出発する前、梅子と二人で記念撮影をした写真館の主人。
山崎浩介（やまざき こうすけ）
演 - 中林大樹
八重子が梅子に持ってきた縁談の相手。製薬会社の重役（演 - 清水章吾）の長男で、父と同じ会社に勤務する。蒲田の料亭で行われた見合いは当初よい雰囲気で進んでいた。しかし、たまたま隣室で同時に見合いの席を設けていた安岡家の元に見合いの相手が三上夫妻を通じて断りを入れて来たため大騒ぎとなり、その有様を見て「全く…下品な人達だ」と不機嫌に吐き捨て、更に結婚したら医院を山の手に移してはどうかと父とともに熱心に提案して梅子を激怒させ、結局破談に終わった。
石田繁（いしだ しげる）
演 - 北見敏之
信郎の母方の伯父で、和子の兄。
優秀だった息子は親に反抗し家出した八つ当たりで出来の悪い信郎が結婚したことに僻み、梅子と信郎の結婚に難癖をつけたが、信郎・幸吉父子に啖呵を切られ、同じく子を持つ建造に「大丈夫です」といわれ改心し、信郎と梅子を祝福した。
吉田達也（よしだ たつや）
演 - 千代将太
光男の同郷の友人。
山田隆志（やまだ たかし）
演 - なぎら健壱
海苔漁師。安岡医院の患者の一人。
ツケにしていた治療費の回収に来た梅子に、代金代わりに海苔を大量に押しつける。
山田佳代（やまだ かよ）
演 - 和泉ちぬ
隆志の妻。治療費の回収に来た梅子に、夫の不甲斐なさを語る。
村田アサ（むらた あさ）
演 - 草村礼子
安岡医院の患者の老婦人。
家族に相手にされない寂しさから、梅子らに嘘の身の上話を語る。
正岡豪助（まさおか ごうすけ）
演 - 中村昌也
静子の田舎の同級生。小学校時代に静子に振られている。
仕事で東京に出てきたついでに静子の父親に頼まれ、見合いの話を持ってきた。
吉川（よしかわ）
演 - 諏訪太朗
梅子に校医を依頼した近所の小学校の教頭。
中井則夫（なかい のりお）
演 - 矢部光祐
安岡医院に健康診断に来た近所の小学校の生徒。母（睦子：演 - 石橋けい）と妹（育代：演 - 豊嶋花）と暮らしている。
川本聡子（かわもと さとこ）
演 - 大谷英子
松岡の見合い相手の女性。松岡と話がまったく合わず、破談に終わる。
医師
演 - 野間口徹
帝都大学附属病院の医師。営業に来た広志を雑用に使う。
山口（やまぐち）
演 - 塙宣之（ナイツ）
町会長。蒲田夏祭で救護所詰め医師の派遣を蒲田第一病院に頼んだが、日曜日であることを理由にため断われたため、仕方なく梅子に依頼した。

### スペシャル版ゲスト
山川厚子（やまかわ あつこ）
演 - 臼田あさ美
雑誌社「新日本画報社」の新人記者。
採用から3日後に初仕事で安岡製作所へ取材にやって来たが、信郎が旋盤の説明しても殆ど理解できず、彼を失望させる。しかし何度も熱心に安岡製作所に通って信郎の教授を受け、充実した記事を完成させる。感謝した信郎からお礼として「みかみ」での食事に誘われ、その際次は新幹線の開発特集記事を書くため実物を見たいと話し、信郎の案内で試験走行の現場を見学しに行った。
神田真澄（かんだ ますみ）
演 - 小林涼子
帝都大学附属病院の研究医。
松岡に似て、真面目で研究熱心な性格で、弥生や当の松岡にも手に負えないほどである。臨床にはあまり関心が無い様子であったが、山倉の回診に立ち合い、笑顔で患者を診察する山倉を見て、山倉に好意を寄せるようになる。
佐川（さがわ）
演 - モロ師岡
安岡製作所の取材に同行した「新日本画報社」のカメラマン。

## スタッフ
- 作 - 尾崎将也
- 音楽 - 川井憲次
- 演奏 - コンセール・レニエ
- 主題歌 - SMAP「さかさまの空」
- タイトル映像制作 - 山本高樹、西尾巧
- 医療監修 - 松坂勲
- 時代考証 - 天野隆子
- 撮影協力 - 一橋大学、茨城県高萩市、千葉県多古町、千葉県市原市、東京都大田区、栃木県フィルムコミッション
- 取材協力 - 東邦大学、東京女子医科大学、蒲田医師会
- 制作統括 - 岩谷可奈子
- プロデューサー - 三鬼一希
- 演出 - 木村隆文、勝田夏子、大原拓、西村武五郎、桑野智宏、長谷知記、鈴木航
- 語り - 林家正蔵
- 副音声解説 - 松田佑貴
- ダイジェスト版（「梅ちゃん1週間」[注 12]、「5分で梅ちゃん」）ナレーター - 安部みちこアナウンサー

## オープニング
梅の花をあしらったアニメーション→実写の梅子が白衣の姿になって聴診器を当てる。その後舞台となる東京の下町のクレイアニメーションがジオラマモデル風に描かれ、梅子をイメージした女医のクレイモデルが様々な場面の町の人々と挨拶をして回る。そして、菓子店の小路を出る所で、目の前をエンジンをふかして排気ガスを勢い良く吐き出し飛び上がりながら通り過ぎるオート三輪に驚いて転び（オープニングのパターンによる）、最後にクレイモデルとオーバーラップしながら実写に戻り梅子が振り向く。
細かい構成は曜日ごとに変えており、月曜が春、火曜・水曜が夏、木曜・金曜が秋、土曜が冬を中心にしている。
ジオラマの縮尺は25分の1で、製作はジオラマ作家である山本高樹。作品は日本各地の高島屋で展示されたほか、『昭和幻風景』(山本高樹/著 大日本絵画/刊)に収録されている。
全放送日 で、前4作と同じくアバンタイトルを数十秒程度（1分を超える場合もある）流してからオープニングとなる。
2012年7月2日放送回より、主題歌「さかさまの空」の2番の歌詞 が放送されるようになった。
2012年9月29日放送の最終回ではオープニングのタイトルバックは無く、本編終盤のエピローグとともに主題歌のフルコーラスとクレジットが流れた。

## エンディング
女性医師が題材であるため、「わが町の梅ちゃん先生」とのタイトルで、一般公募の現役女性医師の写真で綴っていく。ちなみに、最終回は安岡梅子だった。
左下には登場人物がデフォルメされたキャラクターのアニメーションが現れる。

## 放送日程
- 第86回の再放送（7月10日）は放送中の12時49分に長野県北部を震源にした最大震度5弱の地震が発生したため、12時54分に中断、休止、翌11日12時45分 - 13時に第86回の再放送をニュースを挟み、13時5分 - 13時20分に第87回の再放送を放送。
- 第102回の本放送（7月28日）はロンドン五輪開会式を放送のため8時20分 - 8時35分の放送予定[19] だったが、中継が延長となったことに伴い、9時7分 - 9時22分での放送となった。
- 第109回の本放送（8月6日）は広島平和記念式典中継のため8時35分 - 8時50分の放送予定だったが、中継が延長となったことに伴い、8時39分 - 8時54分での放送となった。なお、中国地方では7時45分から字幕放送・データ放送付きで先行時差放送を行い、広島平和記念式典中継は8時 - 9時の放送となった。
- 第115回の本放送（8月13日）は定時に放送予定だったが、ロンドン五輪閉会式中継が延長となったのに伴い、『NHKニュースおはよう日本&ロンドンオリンピック』終了後の8時38分 - 8時53分での放送となった。

| 週                                                                   | 回        | 放送日            | サブタイトル               | 演出              |
| -------------------------------------------------------------------- | --------- | ----------------- | -------------------------- | ----------------- |
| 01                                                                   | 01 - 06   | 4月02日 - 4月07日 | あたらしい朝が来た         | 木村隆文          |
| 02                                                                   | 07 - 012  | 4月09日 - 4月14日 | かがやく未来               | 木村隆文          |
| 03                                                                   | 013 - 018 | 4月16日 - 4月21日 | やるなら、やらねば         | 木村隆文          |
| 04                                                                   | 019 - 024 | 4月23日 - 4月28日 | ヒポクラテスの乙女たち     | 勝田夏子          |
| 05                                                                   | 025 - 030 | 4月30日 - 5月05日 | もつべきものは、友         | 勝田夏子          |
| 06                                                                   | 031 - 036 | 5月07日 - 5月12日 | 次へのステップ             | 大原拓            |
| 07                                                                   | 037 - 042 | 5月14日 - 5月19日 | 愛のから騒ぎ               | 大原拓            |
| 08                                                                   | 043 - 048 | 5月21日 - 5月26日 | ゆずれない思い             | 木村隆文          |
| 09                                                                   | 049 - 054 | 5月28日 - 6月02日 | インターンはつらいよ       | 木村隆文          |
| 10                                                                   | 055 - 060 | 6月04日 - 6月09日 | 恋の後始末                 | 勝田夏子          |
| 11                                                                   | 061 - 066 | 6月11日 - 6月16日 | すれちがう気持ち           | 勝田夏子          |
| 12                                                                   | 067 - 072 | 6月18日 - 6月23日 | 大告白                     | 大原拓            |
| 13                                                                   | 073 - 078 | 6月25日 - 6月30日 | 医師の自覚                 | 大原拓            |
| 14                                                                   | 079 - 084 | 7月02日 - 7月07日 | 巣立ちのとき               | 木村隆文          |
| 15                                                                   | 085 - 090 | 7月09日 - 7月14日 | ちいさな嘘の、おおきな本当 | 木村隆文          |
| 16                                                                   | 091 - 096 | 7月16日 - 7月21日 | ふたつの道                 | 西村武五郎        |
| 17                                                                   | 097 - 102 | 7月23日 - 7月28日 | ここにいること             | 西村武五郎        |
| 18                                                                   | 103 - 108 | 7月30日 - 8月04日 | 大切な人                   | 大原拓            |
| 19                                                                   | 109 - 114 | 8月06日 - 8月11日 | 新しい家族                 | 大原拓            |
| 20                                                                   | 115 - 120 | 8月13日 - 8月18日 | 親ごころ                   | 木村隆文          |
| 21                                                                   | 121 - 126 | 8月20日 - 8月25日 | 魔法のことば               | 桑野智宏          |
| 22                                                                   | 127 - 132 | 8月27日 - 9月01日 | 意地の上塗り               | 木村隆文 長谷知記 |
| 23                                                                   | 133 - 138 | 9月03日 - 9月08日 | みんなの宝物               | 桑野智宏          |
| 24                                                                   | 139 - 144 | 9月10日 - 9月15日 | 明日へのバトン             | 大原拓 鈴木航     |
| 25                                                                   | 145 - 150 | 9月17日 - 9月22日 | 再会                       | 勝田夏子          |
| 26                                                                   | 151 - 156 | 9月24日 - 9月29日 | 上を向いて歩こう           | 木村隆文          |
| 平均視聴率 20.7%（ビデオリサーチ調べ、関東地区・世帯・リアルタイム） |           |                   |                            |                   |

### ダイジェスト版
- 日曜日11時台 「NHKとっておきサンデー」枠内「梅ちゃん先生1週間」
- 日曜日 18時40分 - 18時45分 「5分で梅ちゃん先生」
  - 5月27日 全国植樹祭開催のため、「梅ちゃん先生1週間」を単独番組として5月28日 1時35分 - 1時55分に放送（5分版は通常通り）
  - 7月29日・8月5日 ロンドンオリンピック中継開催のため、「梅ちゃん先生1週間」のみを単独番組扱いで16時 - 16時20分（大阪府のみ〈高校野球延長のため〉5分遅れ）に放送（5分版は五輪生中継中につき休止）
  - 8月11日 ロンドンオリンピック、並びに第94回全国高等学校野球選手権大会全国大会（阪神甲子園球場）中継開催のため、「梅ちゃん先生1週間」のみ単独番組扱いで17時40分 - 18時に放送（5分版は前週に続き五輪生中継中につき休止）
  - 8月18日 第94回全国高等学校野球選手権大会中継開催のためこの日の「梅ちゃん先生1週間」休止。8月21日 3時45分 - 4時5分（20日深夜）に単発番組として代替放送（5分版は通常通り）
  - 9月9日 明日へ -支えあおう-「震災1年半」特集[注 15] を行うため、「梅ちゃん先生1週間」を単独番組として翌10日 0時10分 - 0時30分（9日深夜）に代替放送（5分版は通常通り）
  - 9月30日 台風第17号接近に伴う18時のニュース枠拡大による時間の都合上、5分版が休止（20分版は通常通り）

### アンコール放送
2014年9月29日 - 2015年4月4日 月曜から土曜 7時15分 - 7時30分（BSプレミアム）

## 総集編
- 連続テレビ小説「梅ちゃん先生」総集編 前編「あたらしい朝が来た」
  - 初回から梅子が「下村医院」を開業するまでをまとめたもの。
  - 2012年7月16日 8時20分 - 9時48分（総合）
  - 2012年10月8日 8時20分 - 9時48分（総合）
  - 2012年11月18日 16時 - 17時28分（BSプレミアム）
  - 2012年12月24日 15時 - 16時29分（BSプレミアム）
  - 2012年12月30日 21時 - 22時28分（総合）
- 連続テレビ小説「梅ちゃん先生」総集編 後編「上を向いて歩こう」
  - 「下村医院」開業から最終回までをまとめたもの。
  - 2012年10月8日 10時5分 - 11時33分（総合）
  - 2012年11月25日 16時 - 17時28分（BSプレミアム）
  - 2012年12月24日 16時30分 - 17時58分（BSプレミアム）
  - 2012年12月30日 22時40分 - 31日 0時8分（総合）

## スペシャル版
2012年10月13日、10月20日に続編としてスペシャルドラマ『梅ちゃん先生〜結婚できない男と女スペシャル〜』をBSプレミアムにて2回シリーズで放送。スペシャル版では本編終了から4か月後の蒲田を舞台とし、梅子の夫・信郎の浮気疑惑や大学病院の友人・弥生と山倉の恋の行方などを描く。レギュラー出演者のほか、新たに臼田あさ美、小林涼子らが出演。
- 前編「半径100メートルの男」
  - 2012年10月13日 21時 - 21時55分（BSプレミアム）
  - 2012年10月20日 20時 - 20時55分（BSプレミアム）
  - 2013年1月14日 8時15分 - 9時9分（総合）
  - 2015年4月5日 22時 - 22時55分（BSプレミアム）
- 後編「欠点ばかりの女」
  - 2012年10月20日 21時 - 21時55分（BSプレミアム）
  - 2012年12月29日 20時55分 - 21時50分（BSプレミアム）
  - 2013年1月14日 9時14分 - 10時8分（総合）
  - 2015年4月5日 22時55分 - 23時50分（BSプレミアム）

## 関連番組

### テレビ
- 「梅ちゃん先生ができるまで」（2012年3月随時）
  - 作品のあらすじや収録風景、出演者インタビューなど10分間。
- 「Dramatic Actors File」
  - #43 小出恵介 2012年3月24日 1時5分 - 1時10分（ワンセグ2）、4月24日 23時25分 - 23時30分（Eテレ）
  - #44 松坂桃李 2012年3月24日 22時55分 - 23時（ワンセグ2、Eテレ）
  - #47 高橋光臣 2012年5月15日 19時55分 - 20時（ワンセグ2）、5月22日 23時25分 - 23時30分（Eテレ）
  - #48 満島真之介 2012年5月29日 19時55分 - 20時（ワンセグ2）、6月7日 23時25分 - 23時30分（Eテレ）
  - #54 竹財輝之助 2012年8月7日 19時55分 - 20時（ワンセグ2）、8月14日 23時25分 - 23時30分（Eテレ）
  - 『梅ちゃん先生』に出演する俳優陣のドラマ収録現場、その他プライベートなどを特集。
- 「まだまだ間に合う!梅ちゃん先生」
  - 2012年5月3日 17時30分 - 18時（総合）
  - 『梅ちゃん先生』の放送開始1か月分のあらすじをまとめ、林家正蔵が蒲田の町を案内しつつ、今後のドラマの展開や出演者のインタビューで構成。
- 「梅ちゃん先生は終わらない〜梅ちゃん☆大感謝祭〜」
  - 2012年10月6日 7時45分 - 8時45分（BSプレミアム）
  - 2012年10月13日 16時30分 - 17時30分（BSプレミアム）
  - 2012年9月3日に東京・蒲田で開催されたファンイベント「梅ちゃん先生☆大感謝祭」の模様を中心とした、スペシャル版放送へ向けてのPR番組。

### ラジオ
- 「ラジオ深夜便」
  - 2012年4月7日（4月8日未明 ラジオ第1・1時以後FMも） 林家正蔵（ナレーター）が「オトナの生き方」のゲストとして出演し、第1回の音源の一部を紹介
- 「岡田惠和 今宵、ロックバーで〜ドラマな人々の音楽談義〜」
  - 2012年7月21日（FM）・7月24日（ラジオ第1） ゲスト：ミムラ

## 関連イベント
- 本物語の舞台となっている蒲田を走行している京浜急行電鉄が、ドラマにちなんだイベントを開催。

1. 梅屋敷駅（京急本線）仮設上り高架ホーム2番線にて、番組放送期間中に番組ポスターなどを装飾[注 16]。また、列車接近メロディに主題歌『さかさまの空』を使用[21]。
2. 京急本線・久里浜線（泉岳寺駅〜三崎口駅）で、4月9日から9月下旬まで梅ちゃん先生のポスターをあしらったラッピング電車を運行[2]。

- 2012年9月3日、大田区民ホール・アプリコにてファンイベント「梅ちゃん先生☆大感謝祭」を開催。堀北真希、白鳥久美子、満島真之介、徳永えり、高橋光臣が出席。

## 受賞
- 第74回ザテレビジョンドラマアカデミー賞
  - 最優秀作品賞
  - 主演女優賞（堀北真希）
  - ドラマソング賞（SMAP さかさまの空）
  - 脚本賞（尾崎将也）
  - 監督賞（木村隆文、勝田夏子、大原拓）
- 『TVnavi』夏クールドラマ・オブ・ザ・イヤー2012（7月 - 9月期）[22]
  - 優秀作品賞
  - 優秀主演女優賞（堀北真希）
- 『TVnavi』ドラマ・オブ・ザ・イヤー2012
  - 最優秀主演女優賞（堀北真希）
- 第22回TV LIFE年間ドラマ大賞
  - 主演女優賞（堀北真希）[23]
- 第37回エランドール賞
  - プロデューサー賞：田中友幸基金賞（岩谷可奈子）
  - 新人賞（松坂桃李）
- 第21回橋田賞
  - 橋田賞（尾崎将也）
  - 新人賞（松坂桃李）
- 第16回日刊スポーツ・ドラマグランプリ
  - 主演女優賞（堀北真希）